# Иода (река)
Иода (Еда) — река в России, протекает в Михайловском сельском округе Волжского сельского поселения Рыбинского района Ярославской области. Устье реки находится в 14 км от устья реки Черёмухи по правому берегу. Длина реки составляет 18 км, площадь водосборного бассейна — 73,2 км².
Исток реки находится к северу от деревни Мелехово. Река течёт вначале на юго-запад, но у деревни Левино поворачивает на северо-запад. Берега реки обжиты, на ней множество деревень и поля вокруг них. Лес начинается на удалении около 1 км от берега.Высота истока — 123 м над уровнем моря. Высота устья — 95 м над уровнем моря.
Сельские населённые пункты у реки: Левино, Подсосенье, Якшино, Горки, Котлово, Шалково, Бесово, Мокеевское, Гридино, Климовское, Юркино, Солыгаево. В устье Иоды по правому берегу стоит Конюшино, а по левому центр сельского округа — Михайловское, напротив устья по левому берегу Черёмухи расположена деревня Акулинское.
Код объекта в государственном водном реестре — 08010300212110000010378.

## Геологический памятник
В нижнем течении Иоды, в непосредственной близости от Конюшино находится обнажение осадочных пород. Оно начинается по правому берегу Иоды в 50 м ниже моста. В тёмно-серых глинах среднего подъяруса Келловея встречаются аммониты, белемниты, двустворчатые моллюски, в верхнем подъярусе того же яруса находятся аммониты — Kosmoceras. В нижнем подъярусе оксфордского яруса, зоне Cardioceras praecordatum, в тёмно—серой глине разнообразная ископаемая фауна: аммониты, белемниты. Среди бентосных животных найдено 2 вида гастропод, 6 видов двустворчатых, один вид брахиопод, 1 вид полихет.
В среднем подъярусе оксфордского яруса, Vertebriceras densiplicatum, подзона Cardioceras popilaniense, в пепельно—серой глине встречаются полуразрушенные членики морской лилии, аммониты. В том же подъярусе, зона и подзона Vertebriceras densiplicatum и верхнем подъярусе, зоне Amoeboceras alternoides, подзона Amoeboceras ilovaiskii насыщена нскопаемой фауной: 25 видов аммонитов, белемниты, гастроподы, двустворки, брахиоподы, иглокожие, аннелиды, фораминиферы. Верхний подъярус Оксфорда, подзона Amoeboceras alternoides хранит следы активной биотурбации (ходами донных и роющих животных). В зоне Prionodoceras serratum вернего подъяруса оксфордского яруса биотурбация не выражена, все аммониты раздавлены, часто встречаются белемниты и брахиоподы.

## Данные водного реестра
По данным государственного водного реестра России относится к Верхневолжскому бассейновому округу, водохозяйственный участок реки — Волга от Рыбинского гидроузла до города Кострома, без реки Кострома от истока до водомерного поста у деревни Исады, речной подбассейн реки — Волга ниже Рыбинского водохранилища до впадения Оки. Речной бассейн реки — (Верхняя) Волга до Куйбышевского водохранилища (без бассейна Оки).